# Milan Jovanović
Milan "Lane" Jovanović (en serbio Милан "Лане" Јовановић) es un exfutbolista serbio que se desempeñaba como volante, extremo por izquierda o delantero, se retiró en el RSC Anderlecht de Bélgica. 

## Trayectoria
Jovanović hizo su debut con el FK Vojvodina, durante la temporada 1999-2000. Pasó la mayor parte de su carrera en el Shajtar Donetsk y Lokomotiv de Moscú, antes de llegar al Standard Lieja en 2006. En el Standard Lieja, Jovanović convirtió rápidamente en el favorito de los aficionados anotando, 14 goles en su primera temporada y se ganó el apodo "la serpiente" por su movimiento rápido. Siguió teniendo dos temporadas más de gran éxito en Bélgica.Jovanović estuvo a punto de fichar por el Real Betis Balompié, pero al final dicho club no se decidió por ficharlo. Jovanović rechazo el pase a unos de los gigantes del Fútbol Español el Real Madrid en 2009 porque estaba preocupado que no jugaría con regularidad. Jovanovic fue un enorme éxito en Bélgica y el 13 de enero de 2010 fue nombrado Jugador del Año de la Jupiler League. Sin embargo, él y su mánager en ese momento, László Bölöni se metió en conflicto con Jovanović haciendo que discutiese con sus compañeros de equipo en la cancha. Boloni aisló el jugador del equipo, pero Jovanović consiguió marcar 12 goles en su última temporada en la Standard.

## Liverpool
Jovanović Fichó por el Liverpool el 8 de julio de 2010 como agente libre. Habían especulaciones de que no cumplieran con el precontrato que había firmado con el Liverpool después de que Rafael Benítez renunciara en junio de 2010. Jovanović llevara la camiseta número 14, última usada por Xabi Alonso, que llegó al Real Madrid en el comienzo de la temporada 2009-10. El 29 de julio de 2010, Jovanović hizo su debut competitivo con el Liverpool con una victoria por 2-0 ante el FK Rabotnički en la Europa League.

## Selección nacional
Ha sido internacional con la Selección de fútbol de Serbia, ha jugado 28 partidos internacionales y ha marcado 10 goles, incluyendo un gol en el Mundial de Sudáfrica 2010 ante Alemania.

### Participaciones en Copas del Mundo
| Mundial                        | Sede      | Resultado     |
| ------------------------------ | --------- | ------------- |
| Copa Mundial de Fútbol de 2010 | Sudáfrica | Primera Ronda |

## Clubes
| Club                           | País       | Año         | Partidos | Goles |
| FK Vojvodina                   | Serbia     | 1999 - 2003 | 43       | 10    |
| Shajtar Donetsk                | Ucrania    | 2003 - 2004 | 9        | 2     |
| Lokomotiv Moscú                | Rusia      | 2004 - 2006 | 4        | 0     |
| Standard Lieja                 | Bélgica    | 2006 - 2010 | 153      | 69    |
| Liverpool                      | Inglaterra | 2010 - 2011 | 18       | 2     |
| Royal Sporting Club Anderlecht | Bélgica    | 2011 - 2013 | 90       | 24    |